# Pathographie
Pathographie oder Pathografie (von altgriechisch πάθος páthos „Leiden, Schmerz, Krankheit“ und -graphie; sinngemäß „Aufzeichnung des Krankhaften“) ist ein Begriff aus der Literatur und Medizin. Er bezeichnet die Erforschung und Darstellung von körperlichen und seelischen Anomalien und Krankheiten bedeutender Persönlichkeiten sowie die Untersuchung der Auswirkungen dieser Krankheiten auf das geistige Werk.
Neben der Betrachtung psychischer Störungen (Psychopathografie) als Ursache für die Entwicklung historischer Persönlichkeiten, so etwa der Psychopathographie Adolf Hitlers, gibt es auch Pathografien lebender Personen über aktuelle Erkrankungen, die auch im Hinblick auf ihre Auswirkung für die Betroffenen umstritten sind.